# 天水圍官立小學

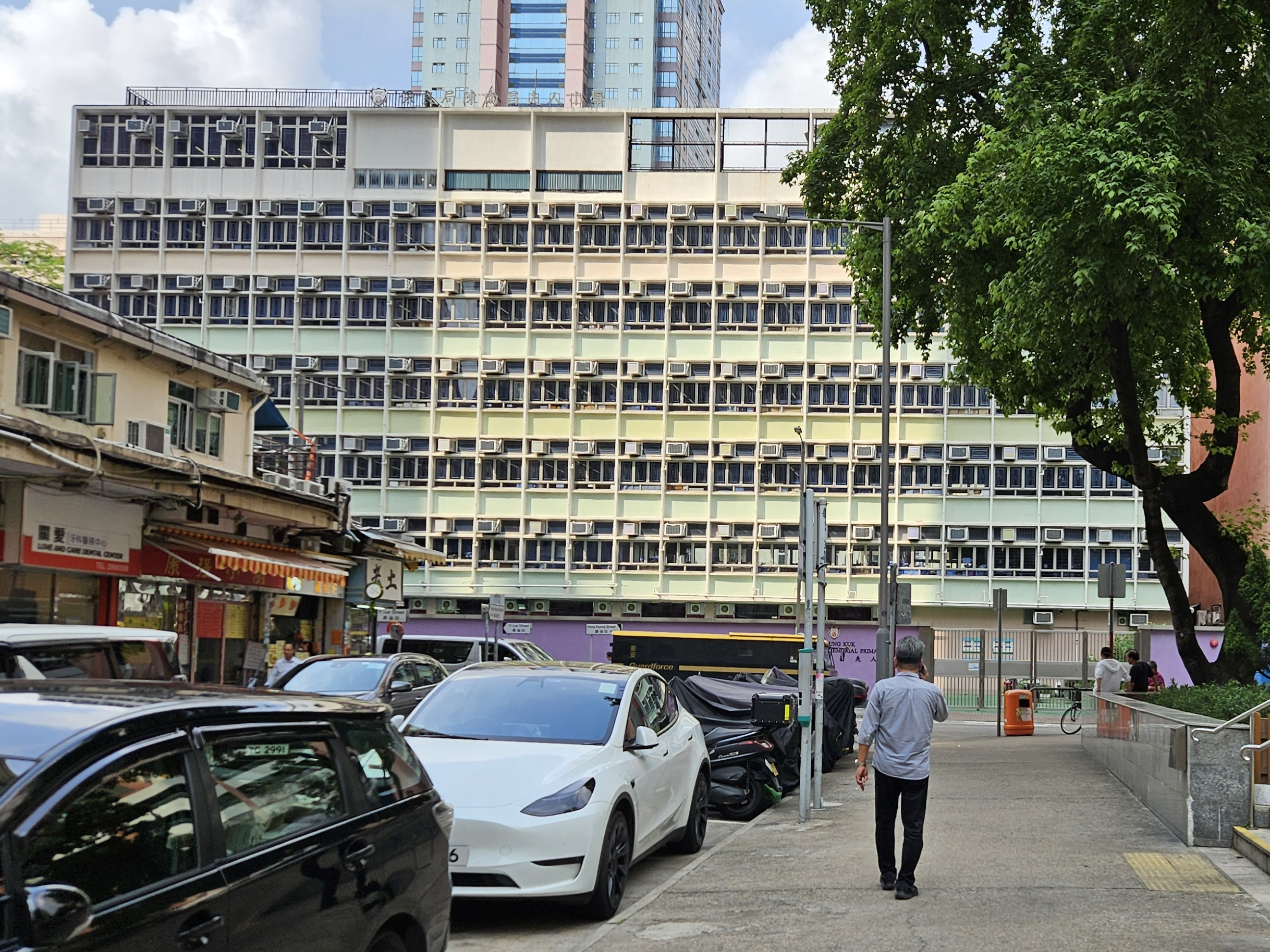
舊校舍，現由保良局陳南昌夫人小學使用

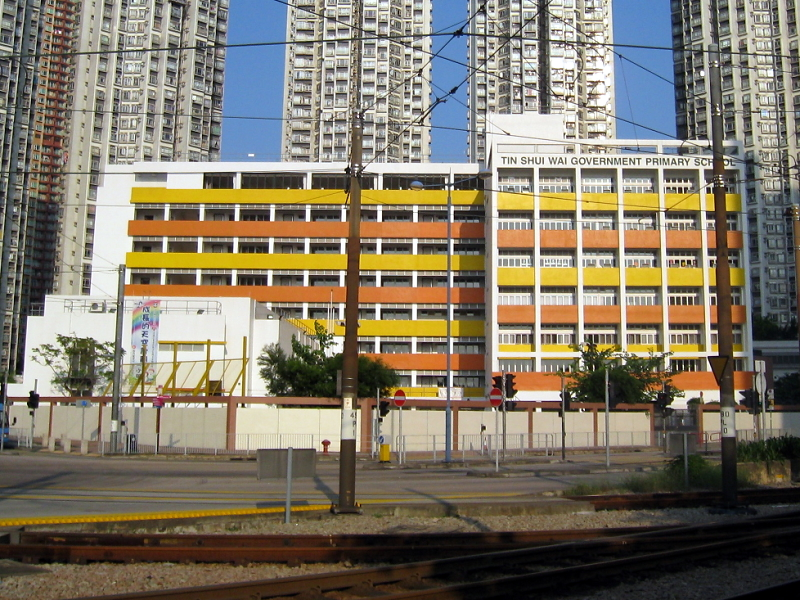
翻油前的天水圍官立小學現存校舍（2008年）

天水圍官立小學（英語：Tin Shui Wai Government Primary School），為香港元朗區天水圍新市鎮的一所男女官立小學，現址位於天瑞路10號 （页面存档备份，存于），毗鄰天頌苑和翠湖居。此校前身為建於1962年的啟德官立小學，於1994年暫停辦學並預備遷校，至翌年才在現址恢復運作。

## 歷史
此校前身為位於九龍黃大仙區的啟德官立小學，於1961年開始興建，並按原定時間於1962年開辦。然而，永久校舍則要到六年後才建成。
此校早年分為上、下午校，直至遷校前1992年才改為全日制，並維持至今。
由於原有永久校舍空間不足，加上天水圍發展，政府遂安排此校遷入現址。按照原有安排，此校將於1994/95學年無縫遷校；然而，由於不明緣故，此校要到一年後才復辦。

## 班級
目前該校小學一年級至小學六年級，每級開設5班，合共30班。

## 科目
該校開設9個科目：中文、英文、數學、常識、視覺藝術、音樂、體育、電腦及普通話。各科亦會利用資訊科技來輔助教學。2012年9月開始推行「愛國教育」。

## 升中學位分配
該校與三所同屬元朗區的官立中學為聯繫中學，分別為趙聿修紀念中學、元朗公立中學及天水圍官立中學。

## 歷任校長

### 上午校
- 1962年-1963年：岑公浩 先生（創校校長）[6]
- 1963年-？：余伯洪 先生[12]

### 下午校
- 1962年-？：梁林翠英 女士（創校校長）[6]

### 全日
- 車陳玉雅 女士[4]
- 何美蓮 女士
- 馮燕儀 女士（現任校長）

## 鄰近建築
- 翠湖居
- 天瑞邨
- 香港中文大學校友會聯會張煊昌中學
- 天水圍循道衛理小學

## 外部連結
- 學校官方網站 （页面存档备份，存于）
- 天水圍官立小學的相關影片